# Meroweusz (syn Chilperyka I)
Meroweusz (zm. 577) – syn Chilperyka I króla Franków i jego żony Audowery.

## Życiorys
Po śmierci swego brata Teudeberta w 575 roku został następcą tronu. W odróżnieniu od swego ojca, znany był z łagodnego usposobienia. Po śmierci stryja Sigeberta udał się z ojcem do Paryża, gdzie poznał wdowę po zamordowanym stryju Brunhildę. Najprawdopodobniej już wówczas nawiązał z nią romans, mimo że była dużo starsza od niego. Wdowa po Sigebercie została zesłana na wygnanie do Rouen, a Meroweusz udał się z ojcem do Braine. Na początku 576 roku ojciec wysłał Meroweusza na wyprawę wojenną celem zajęcia miast w północnych Pirenejach. Meroweusz ociągał się, spędził święta Wielkanocne w Tours, a następnie zrezygnował z wyprawy i udał się do swojej matki przebywającej w klasztorze w Le Mans. Po krótkich odwiedzinach u matki udał się do Rouen. Wiosną 576 roku biskup miasta, a zarazem ojciec chrzestny Meroweusza, Pretekstat udzielił im ślubu. Na wiadomość o ślubie syna Chilperyk szybko przybył wściekły do Rouen. Początkowo świeżo poślubieni małżonkowie schronili się w kościele św. Marcina. Król wywabił ich z niego i zabrał syna do Soissons. Niedługo później Brunhilda uciekła do swojego syna Childeberta II przebywającego w Metz. Meroweusz po przybyciu z ojcem do Soissons został ostrzyżony, przez co został pozbawiony symbolu królewskiego pochodzenia. Po obcięciu włosów został umieszczony w klasztorze Saint-Calais w Le Mans. Po kilku miesiącach przyjaciel Meroweusza – Gailen sfingował napad na klasztor i razem z księciem uciekli do Brunhildy do Metzu. Miejscowi możni austrazyjscy obawiając się, że Meroweusza jako mąż Brunhildy przejmie władzę w imieniu jej syn zmusili go do opuszczenia dworu w Metz. Meroweusz został opuszczony przez wszystkich, pozostał jedynie z nim jego przyjaciel Gailen. We dwóch w przebraniu podróżowali po całej Galii. Żona Chilperyka Fredegunda, dążąca do wyeliminowaniu dzieci królowej Audowery, wyśledziła miejsce pobytu Meroweusza. Wysłała tam kilku zbrojnych, którzy otoczyli wiejski dom, w którym przebywał Meroweusz. Meroweusz na swoją prośbę został zabity przez Gailena. Kilka lat po swojej śmierci Meroweusz został pochowany w opactwie Saint-Germain-des-Prés.